# Lara Pulver
Lara Pulver (* 1. září 1980, Essex, Spojené království) je britská divadelní a televizní herečka. Její nejznámější role jsou Erin Watts v seriálu MI5 a Irene Adler v minisérii Sherlock.

## Životopis
Narodila se v Southend-on-Sea v Essexu. Její otec pochází z židovské rodiny a její matka konvertovala k Judaismu. Její rodiče se rozvedli, když jí bylo jedenáct let. V letech 1994 až 1998 navštěvovala National Youth Music Theatre a The Liz Burville Dance Centre v Bexley. V roce 1997 začala studovat na Doreen Bird College of Performing Arts, kde absolvovala v roce 2000. Od té doby pracuje jako herečka v televizi i v divadle.

## Osobní život
V roce 2003 se setkala s americkým hercem Joshem Dallasem během jeho studia v Británii na Mountview Academy of Theatre Arts. Pár se vzal o Vánocích 2007 a byli na líbánkách na Maledivách. Dne 2. prosince 2011 Josh Dallas potvrdil rozchod páru v rozhovoru v rádiu. Poté chodila se svým kolegou ze seriálu MI5, Razou Jaffreym.

## Filmografie
| Rok  | Název                      | Role           | Poznámky                                               |
| ---- | -------------------------- | -------------- | ------------------------------------------------------ |
| 2009 | Robin Hood                 | Lady Isabella  | TV seriál, 8 epizod ve 3. sérii                        |
| 2010 | Legacy                     | Diane Shaw     |                                                        |
| 2010 | Zvláštní vztahy            | Intern         | TV film                                                |
| 2010 | Pravá krev                 | Claudine Crane | Televizní seriál, 5 epizod                             |
| 2011 | MI5                        | Erin Watts     | Televizní seriál, hlavní obsazení v 10. sérii          |
| 2011 | Language of a Broken Heart | Violet         |                                                        |
| 2012 | Sherlock                   | Irene Adler    | Epizody "A Scandal in Belgravia" & "The Sign of Three" |
| 2012 | Coming Up                  | Annette        | Epizoda "Camouflage"                                   |
| 2013 | Da Vinci's Demons          | Clarice Orsini | Televizní seriál, jedna z hlavních postav              |
| 2013 | Skins: Fire                | Victoria       | TV seriál, menší role                                  |

## Divadlo
- Parade (Lucille Frank), Donmar Warehouse, nominována na Laurence Olivier Award pro nejlepší herečku v muzikálu a na Whatsonstage.com Awards
- Into The Woods, Royal Opera House
- The Last Five Years (Cathy), Menier Chocolate Factory
- Honk! (Henrietta), Royal National Theatre a národní turné
- Miss Saigon
- High Society
- A Chorus Line
- The Darling Buds of May
- The Boy Friend
- Gypsy
- Chicago
- Pomáda
- 42nd Street
- Čaroděj ze země Oz
- Uncle Vanya

## Ocenění a nominace
| Rok  | Ocenění                                                                               | Název                             | Výsledek   |
| ---- | ------------------------------------------------------------------------------------- | --------------------------------- | ---------- |
| 2008 | Laurence Olivier Award - Nejlepší herečka v muzikálu                                  | Parade                            | Nominována |
| 2012 | Critics' Choice Television Award - Nejlepší herečka v minisérii nebo televizním filmu | Sherlock - A Scandal in Belgravia | Nominována |